# Volo Aeroflot 2174
Il volo Aeroflot 2174 era un volo di linea passeggeri nazionale operato da un Antonov An-24B che si schiantò durante l'avvicinamento all'aeroporto di Saratov-Central'nyj mercoledì 1º dicembre 1971, provocando la morte di tutte le 57 persone a bordo. Un'indagine rivelò che l'aereo entrò in condizioni di ghiaccio che portarono a una perdita di controllo.

## L'aereo
L'aereo coinvolto era un Antonov An-24B, numero di serie 57301801 e marche CCCP-46788. La costruzione dell'aereo di linea fu completata il 4 aprile 1965 e prima dell'incidente aveva accumulato un totale di 10 913 ore di volo in 8 544 cicli di decollo e atterraggio.

## L'incidente
Il volo 2174 era un volo passeggeri di linea da Sverdlovsk a Saratov con scalo a Ufa. Alle 19:59 ora locale, l'Antonov partì dall'aeroporto di Ufa e volò senza incidenti fino a quando non iniziò la discesa verso l'aeroporto di Saratov-Central'nyj, quando incontrò condizioni di ghiaccio. Man mano che il ghiaccio si accumulava, l'equipaggio aggiungeva potenza ai motori per contrastare gli effetti della formazione di ghiaccio, ma il controllo dell'aereo andò perso e si schiantò ad un alto rateo di discesa 13 chilometri a nord-ovest della pista e a un chilometro a destra della sua linea centrale con i flap e il carrello di atterraggio retratti. Ci fu un incendio post-incidente e non vennero trovati sopravvissuti.

## Le indagini
Gli investigatori scoprirono che nelle condizioni in cui l'aereo era in funzione prima dello schianto si sarebbero sviluppati circa 15 millimetri di ghiaccio creando una resistenza significativa e minando la capacità delle ali di generare portanza. Gli investigatori che esaminarono il relitto trovarono gli interruttori del sistema antighiaccio in posizione di spegnimento e confermarono che l'antigelo non era in funzione durante la sequenza dello schianto. Non fu possibile determinare il motivo per cui l'antigelo non venne attivato.